# Caconemobius schauinslandi
Espèce
Statut de conservation UICN

 VU D2 : Vulnérable
Caconemobius schauinslandi est une espèce de grillons connue sous le nom commun anglais de Schauinsland's bush cricket (qui pourrait se traduire par « Grillon de brousse de Schauinsland »). Il est originaire d'Hawaï.